# Batalla de Alcántara (1580)
La batalla de Alcántara, librada el 25 de agosto de 1580, fue una victoria del ejército español comandado por Fernando Álvarez de Toledo y Pimentel, III duque de Alba de Tormes, sobre las tropas portuguesas del pretendiente Antonio, prior de Crato, en la freguesia de Alcântara, cerca de Lisboa, Portugal.
Como consecuencia de esta batalla, el rey Felipe II de España fue reconocido rey de Portugal como Felipe I, en una unión dinástica con los demás reinos hispánicos que se prolongó hasta 1640, y que significó el apogeo del Imperio español.

## Contexto
Tras la muerte del rey Sebastián I de Portugal en la batalla de Alcazarquivir de 1578 sin herederos directos que le sucedieran, el trono de Portugal fue ocupado por su tío-abuelo el cardenal Enrique I de Portugal.  A la muerte de éste en enero de 1580, también sin herederos, sobrevino una crisis sucesoria en el país; mientras la regencia provisional del reino era asumida por un consejo de cinco gobernadores, la titularidad del trono fue disputada entre varios pretendientes, que según la antigua costumbre feudal tenían la siguiente preferencia:
- Ranuccio I Farnesio de Parma, de 11 años, (hijo de María de Portugal, duquesa de Parma y de Piacenza, primogénita de Eduardo de Portugal, IV duque de Guimarães, el hijo menor de Manuel I de Portugal),
- Catalina, duquesa de Braganza y sus hijos (segunda hija de Eduardo de Avís, la hermana pequeña de María), casada con Juan I, duque de Braganza,
- Felipe II de España y sus descendientes (hijo de Isabel de Portugal, la hija mayor de Manuel I de Portugal),
- Manuel Filiberto de Saboya y sus hijos (hijo de Beatriz de Portugal, la hija pequeña de Manuel I de Portugal),
- Don Antonio, prior de Crato, era nieto por vía masculina de Manuel I, pero hijo ilegítimo de Luis de Avis.

Las reclamaciones al trono del joven Ranuccio no fueron tramitadas convenientemente, en un intento de su padre Alejandro Farnesio por no indisponerse compitiendo con su señor, el rey de España; la condición femenina de Catalina fue un obstáculo insalvable para su ascenso al trono;  Felipe II, ante las objeciones portuguesas por su condición de extranjero, decidió ocupar militarmente el país.

### Proclamación de don Antonio
El 20 de junio de 1580 Antonio se autoproclamó rey en Santarén, con el apoyo popular.  Inmediatamente comenzó a reclutar soldados para el ejército que habría de enfrentarse a los españoles, marchando hacia Lisboa.

## La batalla

### Entrada en Portugal
En junio de 1580 el ejército español reunido por el rey Felipe II en Badajoz entró en Portugal por Elvas, con 35 000 hombres bajo el mando del capitán general Fernando Álvarez de Toledo y Pimentel, III duque de Alba de Tormes.  Su hijo Fernando de Toledo, le acompañaba como su lugarteniente; Francés de Álava era general de la artillería con 22 piezas y Sancho Dávila era el maestre de campo general.  Al mismo tiempo en Cádiz se formó una flota de 64 galeras, 21 naos y 9 fragatas, además de 63 chalupas, cuyo mando se encomendó a Álvaro de Bazán.
Durante las semanas siguientes el ejército español avanzó en dirección a Lisboa, venciendo la escasa resistencia de las ciudades que encontraron por el camino. A finales de julio llegó a Setúbal, donde embarcó en las naves que llegadas de España les conducirían a Cascaes, veinticinco kilómetros al oeste de Lisboa.

### El enfrentamiento

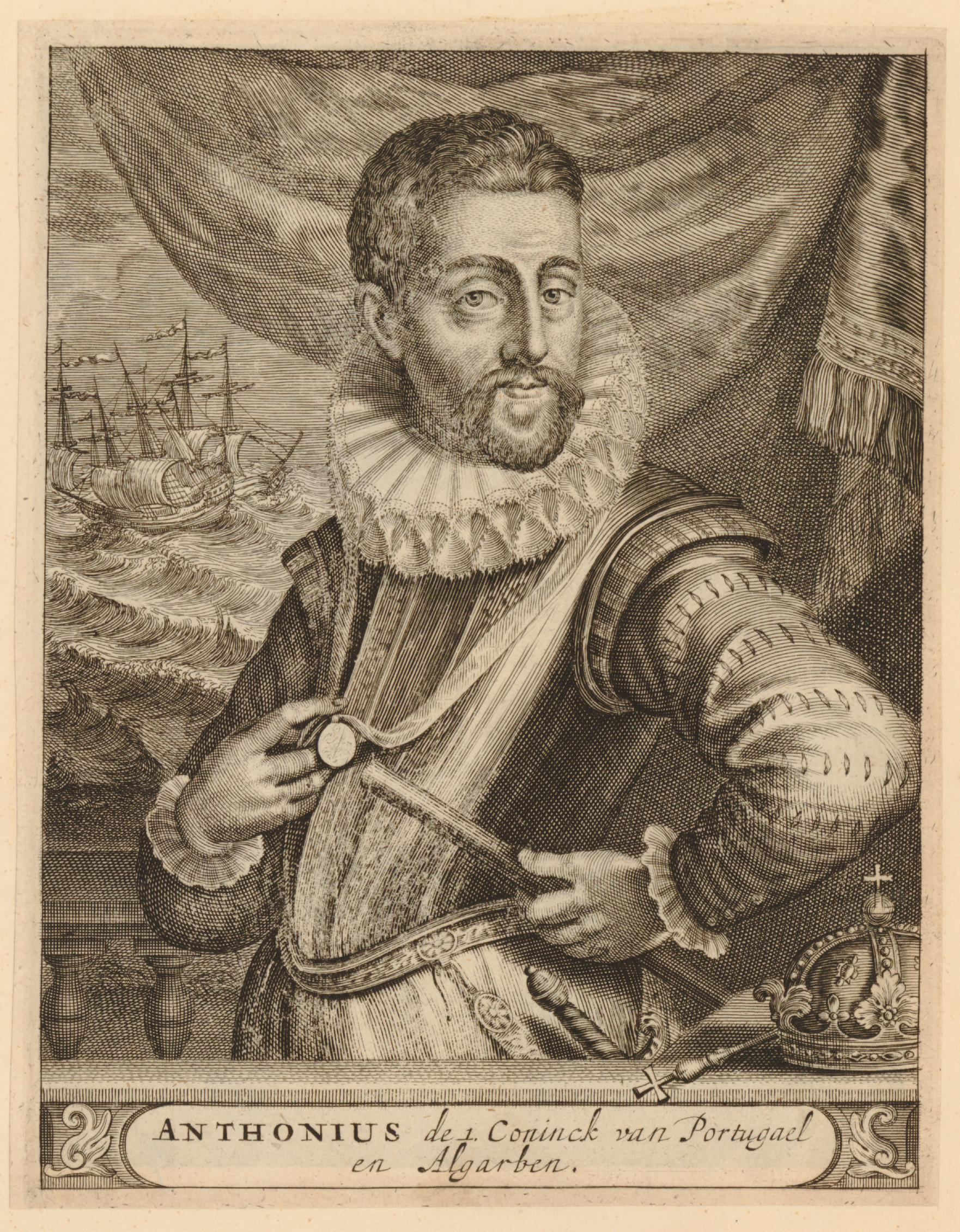
Antonio, prior de Crato

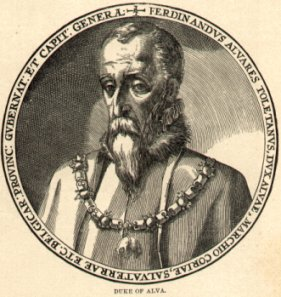
El III duque de Alba

Las fuerzas españolas que estaban al frente del experimentado Gran Duque de Alba contaban con 18 000 hombres y 1800 jinetes, pues los restantes se habían quedado repartidos en el camino asegurando las plazas tomadas.   
El ejército portugués estaba formado por 25 000 soldados de infantería y 2500 de caballería, entre los cuales la mayoría eran hombres reclutados con prisa entre los campesinos y milicianos voluntarios. Francisco de Portugal, conde de Vimioso, era general de estas fuerzas junto con su tío Juan de Portugal, obispo de la Guarda. Diego López de Sequeira era general de las galeras; de las naos y galeones lo era Gaspar Brito.
Los dos ejércitos se encontraron a ambos lados del río, en Alcántara, a unos kilómetros al oeste de Lisboa. Los españoles, llegando desde el oeste, ocuparon la margen derecha del río, que a pesar de bajar seco por lo caluroso de la estación, suponía un obstáculo por lo empinado de sus taludes. 
La batalla se inició con un intenso fuego de artillería por ambos bandos; los Tercios españoles, tras dos intentos fallidos, consiguieron cruzar el río por el puente de Alcántara, cerca de la desembocadura, mientras Sancho Dávila con sus fuerzas conseguía atravesarlo río arriba. En el breve combate que siguió, las experimentadas tropas del duque de Alba derrotaron a las portuguesas de don Antonio, obligándolas a retirarse en dirección a Lisboa. 
La victoria del Gran Alba fue completa ya que mientras el derrotado ejército portugués perdió unos 4000 hombres incluyendo 1000 muertos; los bajas españolas rondaron los 500 fallecidos. Lisboa, indefensa, se rindió dos días más tarde. Don Antonio consiguió escapar hacia el norte, acosado por Sancho Dávila que pronto ocuparía Oporto. Los españoles, hacia finales de 1580, controlaban todo el Portugal continental y las islas Madeira.

## Consecuencias
Vencida la resistencia del último pretendiente al trono y ocupado militarmente el país, el 25 de marzo de 1581 el rey Felipe II de España fue coronado rey, reconocido por las Cortes de Tomar, con el nombre de Felipe I de Portugal. Este fue el comienzo de un periodo en el que Portugal junto con los demás reinos hispánicos compartieron el mismo monarca en una unión dinástica aeque principaliter bajo la Casa de Habsburgo hasta 1640.
Por su parte, Fernando Álvarez de Toledo fue nombrado por el rey Felipe II condestable de Portugal y I virrey de Portugal, máximos cargos en aquel país después de la persona del propio monarca. El Gran Duque de Alba alcanzó, en el final de sus días, una posición encumbradísima tanto en el Reino de España como en el Reino de Portugal, ya que ocupó estos cargos lusitanos hasta su fallecimiento en Lisboa, en 1582.  
El último reducto leal al prior de Crato cedió ante las fuerzas del rey Felipe II luego de la victoria del I marqués de Santa Cruz, Álvaro de Bazán y Guzmán,  en la batalla de la isla Terceira, librada el 26 de julio de 1582, que permitió la conquista española de las Azores, en 1583. El Imperio español estaba en el cenit de su poder.

## Enlaces
- Batalla de Alcántara, contiene varios mapas del desarrollo de la batalla.

- Relación de la felicíssima jornada que el rey don Felippe hizo en la conquista de Portugal por Antonio de Escobar, 1586.

- Datos: Q741788
- Multimedia: Battle of Alcántara (1580) / Q741788